# Nguyễn Thế Sang
Nguyễn Thế Sang là Thiếu tướng Công an nhân dân Việt Nam. Ông hiện giữ chức vụ Phó Chánh Thanh tra Bộ Công an Việt Nam.

## Tiểu sử
Tháng 8 năm 2009, Nguyễn Thế Sang là Đại tá, Phó Vụ trưởng Vụ Tổ chức cán bộ - Tổng cục III Bộ Công an.
Tháng 1 năm 2014, Nguyễn Thế Sang là Đai tá, Phó Cục trưởng Cục Tổ chức cán bộ, Tổng cục Xây dựng lực lượng Công an nhân dân, Bộ Công an Việt Nam.
Tháng 3 năm 2015, Nguyễn Thế Sang là Đại tá, Phó Cục trưởng Cục Cảnh sát Phòng cháy chữa cháy và Cứu nạn cứu hộ, Bộ Công an Việt Nam.
Tháng 8 năm 2015, Nguyễn Thế Sang là Thiếu tướng Công an nhân dân Việt Nam, Phó Cục trưởng Cục Cảnh sát Phòng cháy chữa cháy và Cứu nạn cứu hộ, Bộ Công an Việt Nam.
Từ tháng 2 năm 2016 đến nay, Nguyễn Thế Sang giữ chức vụ Phó Chánh Thanh tra Bộ Công an Việt Nam.